# York United Football Club
O  York United Football Club (anteriormente conhecido como York9 FC) é um clube de futebol profissional canadense com sede em York, Ontário. O clube compete na Canadian Premier League e joga seus jogos em casa no Estádio York Lions que fica situada na Universidade de York em Toronto.

## História
Em 5 de maio de 2018, a Região de York foi um dos quatro grupos aceitos pela Associação Canadense de Futebol para a afiliação.
O York9 FC foi oficialmente anunciado em 10 de maio de 2018, como a primeira equipe a ingressar na Canadian Premier League. Além de confirmar seu lugar na liga para a temporada de lançamento em 2019, o clube também revelou seu brasão, cores e marca. O clube adotou o nome York9 FC para representar os nove municípios que formam a região de York - Aurora, East Gwillimbury, Georgina, King, Markham, Newmarket, Richmond Hill, Vaughan e Whitchurch-Stouffville. Em 27 de julho de 2018, o York9 FC anunciou o vice-presidente executivo de operações de futebol, Jim Brennan, como o primeiro treinador do clube.
No dia 11 de dezembro de 2020, o clube foi renomeado como York United FC, adotando um novo escudo e novas cores. Enquanto o antigo nome visava exclusivamente a Região de York, o novo nome a as demais mudanças representarão também a cidade de Toronto.

## Uniformes

### 1.º Uniforme
| 2019 | 2020–21 |

### 2.º Uniforme
| 2019 | 2020 | 2021 |

## Estádio
O clube planeja construir um estádio modular de madeira para 15.000 lugares nos próximos três anos. O financiamento e a localização do novo estádio ainda estão por ser determinados.

## Elenco atual
Atualizado em 22 de abril de 2022.

### Jogadores emprestados
Atualizado em 15 de abril de 2022.

#### Para outras equipes
| N.º | Posição  | Nome               | Equipe      |
| --- | -------- | ------------------ | ----------- |
| 36  | Defensor | Felix N'sa         | FC Edmonton |
| —   | Atacante | Azriel Gonzalez    | FC Edmonton |
| —   | Atacante | Julian Ulbricht    | FC Edmonton |
| —   | Atacante | Tobias Warschewski | FC Edmonton |

## Administração atual
Atualizado em 11 de março de 2022.
| Direção                                                | Direção          |
| ------------------------------------------------------ | ---------------- |
| Técnico e diretor técnico                              | Martin Nash      |
| Assistente técnico                                     | Barry Smith      |
| Assistente técnico                                     | Mauro Eustáquio  |
| Assistente técnico e treinador de goleiros             | Camilo Benzi     |
| Diretor de ciência do esporte, força e condicionamento | Michael Higbee   |
| Terapeuta atlético                                     | Cesar Cruz       |
| Direção                                                |                  |
| Proprietário                                           | Mike Baldassarra |
| Presidente, CEO e diretor geral                        | Angus McNab      |